# One Day at a Time (Em’s Version)
One Day at a Time (Em’s Version) (englisch etwa für „Tag für Tag (Ems Version)“) ist ein Lied des US-amerikanischen Rappers Tupac Shakur, auf dem auch der Rapper Eminem und die Rapgruppe Outlawz zu hören sind. Der Song wurde am 13. Januar 2004 als Promo-Single in den Vereinigten Staaten veröffentlicht und ist auf dem postum erschienenen Soundtrackalbum Tupac: Resurrection von Tupac Shakur enthalten.

## Inhalt
| Liedteil   | Künstler      |
| 1. Strophe | Tupac Shakur  |
| 2. Strophe | Eminem        |
| 3. Strophe | Young Noble   |
| 4. Strophe | Hussein Fatal |
| 5. Strophe | E.D.I. Mean   |

One Day at a Time (Em’s Version) ist ein dem Gangsta-Rap zuzuordnender Posse Cut ohne Refrain. Tupac Shakur, Eminem sowie die Outlawz-Mitglieder Young Noble, Hussein Fatal und E.D.I. Mean rappen nacheinander ihre Strophen. Tupacs Text wurde komplett von der zuvor unveröffentlichten Originalversion aus dem Jahr 1996 übernommen und thematisiert das beschwerliche Aufwachsen und Leben im Ghetto. Dagegen rappt Eminem über mentale Stärke, die erforderlich sei, um im Musikgeschäft an der Spitze zu bleiben und sich nicht von anderen provozieren oder verbiegen zu lassen. Zudem spielt er auf Tupacs Tod an und betont, dass die Musik unsterblich sei. Young Noble berichtet darüber, dass mit größerem Raperfolg und dem damit verbundenen Reichtum, immer mehr Neider kämen, die auch vor Waffengewalt nicht zurückschreckten. Hussein Fatals Strophe handelt wiederum vom Kampf mit den eigenen inneren Dämonen, während E.D.I. Mean über Gewalt zwischen Rappern und auf den Straßen rappt. Zwar habe sich die Rapmusik verändert, doch seien die Leute gleich geblieben und setzten im Zweifel auf Gewalt um ihre Ziele zu erreichen.

“Sometimes it’s hard to wake up in the morning

Mind full of demons, I don’t wanna hear ’em anymore

Got me heartbroken, fine, so many babies screaming

’Cause they seeing destruction before they see a human being”

## Produktion
Das Lied wurde von Eminem selbst produziert, wobei er sich an dem unveröffentlichten Originalsong von Tupac und Spice 1 aus dem Jahr 1996 orientierte, der von Hengee produziert wurde. Als Autoren fungierten neben Tupac und Eminem auch Henry Garcia, Malcolm Greenidge, Katari Cox, Rufus Cooper und Luis Resto.

## Single

### Covergestaltung
Das Plattencover der Promo-Single, die ausschließlich in den Vereinigten Staaten veröffentlicht wurde, ist sehr schlicht gehalten und zeigt auf beigem Grund die schwarzen Schriftzüge Tupac, One Day at a Time (Em’s Version), With Eminem Featuring The Outlawz, Produced by Eminem sowie From the release Tupac Resurrection – The Soundtrack und In Stores Now. Der Rest des Covers ist komplett schwarz gehalten.

### Titelliste
1. One Day at a Time (Em’s Version) (Clean Version) – 3:45
2. One Day at a Time (Em’s Version) (LP Version) – 3:45
3. One Day at a Time (Em’s Version) (Instrumental) – 3:45

### Chartplatzierungen
One Day at a Time (Em’s Version) erreichte Platz 80 der US-amerikanischen Singlecharts und konnte sich fünf Wochen in den Top 100 halten.
| ChartsChartplatzierungen       | Höchstplatzierung | Wochen |
| ------------------------------ | ----------------- | ------ |
| Vereinigte Staaten (Billboard) | 80 (5 Wo.)        | 5      |